# Janez Brajkovič
Janez Brajkovič (Metlika, Eslovenia, 18 de diciembre de 1983) es un ciclista esloveno que fue profesional entre 2005 y 2022.

## Biografía
En 2004 fue campeón del mundo contrarreloj sub-23 y debutó como profesional en la temporada 2005 con el equipo Krka-Adria Mobil de su país. En agosto pasó al Discovery Channel de Johan Bruyneel donde estuvo 6 temporadas más bajo las órdenes del director belga en los equipos Astana y Radioshack.
Uno de sus mayores logros fue lograr vestir el maillot de líder de la Vuelta a España 2006, maillot que logró en la 7.ª etapa con final en el puerto de El Morredero y mantuvo durante 2 etapas. En 2010 consiguió ganar la clasificación general de la prestigiosa ronda por etapas francesa Critérium del Dauphiné.

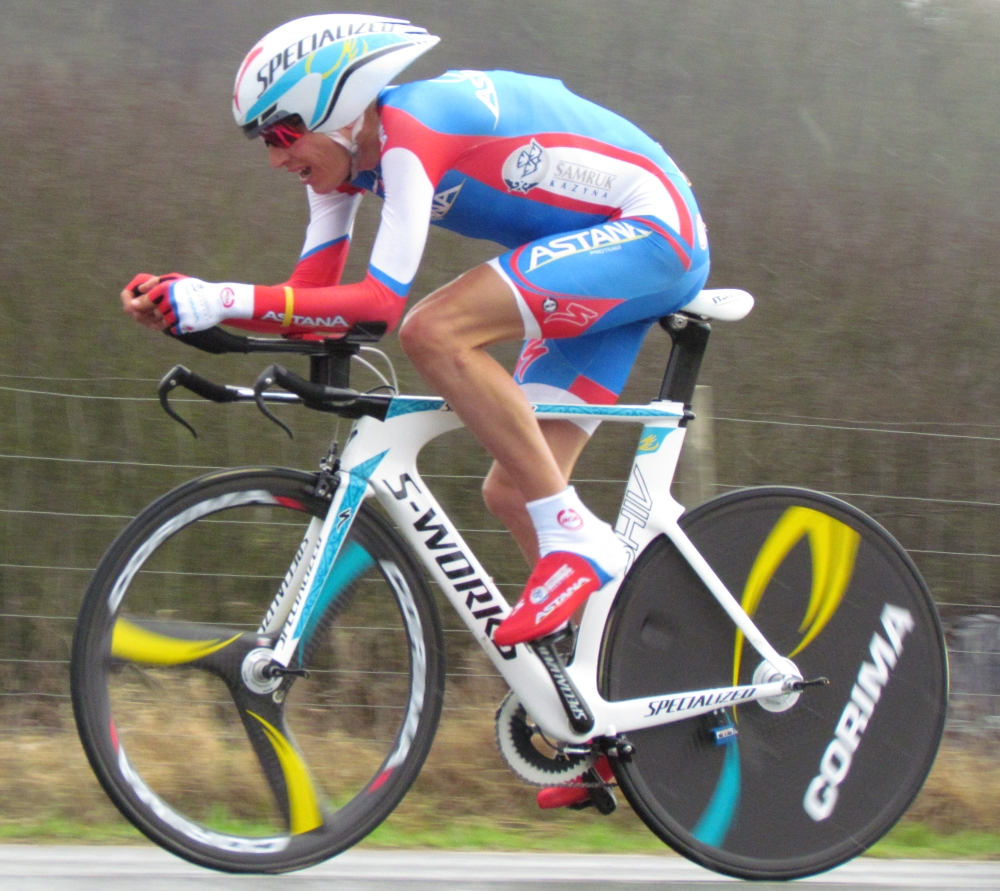
Brajkovič en la París-Niza 2012 como campeón de Eslovenia de contrarreloj

En 2011 llegó al Tour de Francia como uno de los 4 líderes del equipo pero una caída en la 5.ª etapa lo obligó a abandonar la carrera al sufrir una fractura de clavícula. En octubre de 2011, tras el anuncio de fusión entre el RadioShack y el Leopard-Trek para la temporada 2012, Brajkovič solicitó salir del equipo aunque tenía contrato vigente ya que con la llegada de los hermanos Andy y Fränk Schleck al equipo, sus aspiraciones de ser líder de equipo en el Tour de Francia se veían postergadas.
Finalmente fue fichado por el Astana Pro Team (equipo al que volvió ya que estuvo cuando Bruyneel aún era mánager) por dos temporadas, siendo uno de los líderes junto a Roman Kreuziger y Alexander Vinokourov.
En 2018, durante la disputa de la Tour de Croacia, dio positivo por exceso de metilhexanamina por lo que fue suspendido durante 10 meses. Tras cumplir sanción, en septiembre de 2019 regresó al Adria Mobil.

## Palmarés
| 2004 (como amateur) - Trofeo Banca Popular de Vicenza - Campeonato Mundial Contrarreloj sub-23 - 2.º en el Campeonato Europeo Contrarreloj sub-23 - 1 etapa del Gran Premio Guillermo Tell 2005 - 1 etapa del Jadranska Magistrala - 3.º en el Campeonato Europeo Contrarreloj sub-23 2007 - Tour de Georgia | 2009 - Campeonato de Eslovenia Contrarreloj 2010 - Critérium del Dauphiné, más 1 etapa 2011 - Campeonato de Eslovenia Contrarreloj 2012 - 1 etapa de la Volta a Cataluña - Tour de Eslovenia |

## Resultados en Grandes Vueltas y Campeonatos del Mundo

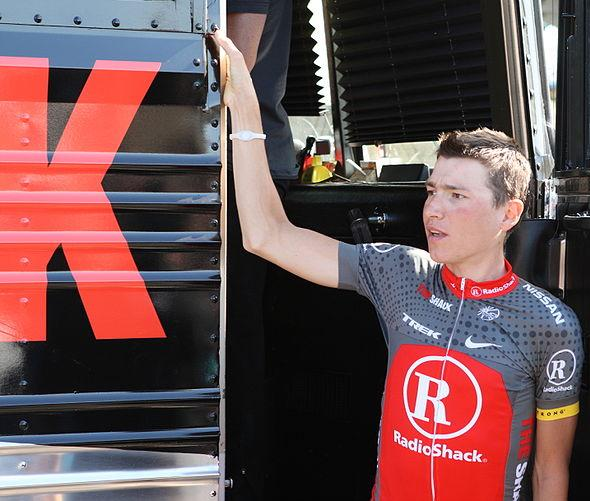
Janez Brajkovič.

Durante su carrera deportiva consiguió los siguientes puestos en las Grandes Vueltas:
| Carrera              | Carrera              | 2005 | 2006  | 2007 | 2008 | 2009 | 2010 | 2011 | 2012 | 2013 | 2014 | 2015 | 2016 | 2017 | 2018 | 2019 | 2020 |
| -------------------- | -------------------- | ---- | ----- | ---- | ---- | ---- | ---- | ---- | ---- | ---- | ---- | ---- | ---- | ---- | ---- | ---- | ---- |
|                      | Giro de Italia       | —    | —     | —    | —    | 14.º | —    | —    | —    | —    | Ab.  | —    | —    | —    | —    | —    | —    |
|                      | Tour de Francia      | —    | —     | —    | —    | —    | 43.º | Ab.  | 9.º  | Ab.  | —    | —    | —    | 45.º | —    | —    | —    |
|                      | Vuelta a España      | —    | 30.º  | Ab.  | —    | —    | —    | 22.º | —    | 26.º | —    | —    | —    | —    | —    | —    | —    |
| Mundial en Ruta      | Mundial en Ruta      | 11.º | 108.º | —    | 48.º | 35.º | 22.º | 50.º | Ab.  | Ab.  | —    | —    | —    | —    | —    | —    | Ab.  |
| Mundial Contrarreloj | Mundial Contrarreloj | 19.º | —     | —    | 8.º  | 6.º  | 20.º | 14.º | 40.º | —    | —    | —    | —    | —    | —    | —    | —    |

—: no participa

Ab.: abandono

## Equipos
- Krka-Adria Mobil (2005, hasta julio)
- Discovery Channel (2005, desde agosto-2007)
- Astana (2008-2009)
- Team RadioShack (2010-2011)
- Astana Pro Team (2012-2014)
- UnitedHealthcare (2015-2016)
- Bahrain Merida (2017)
- Adria Mobil (2018)
- Adria Mobil (09.2019-2020)
- Ferei-CCN Metalac (2022)